# دانيال جي. ريد
دانيال جي. ريد (بالإنجليزية: Daniel G. Reid)‏ هو فاعل خير أمريكي، ولد في 1 أغسطس 1858، وتوفي في 17 يناير 1925.